# Aboriginal Land Rights (Northern Territory) Act 1976

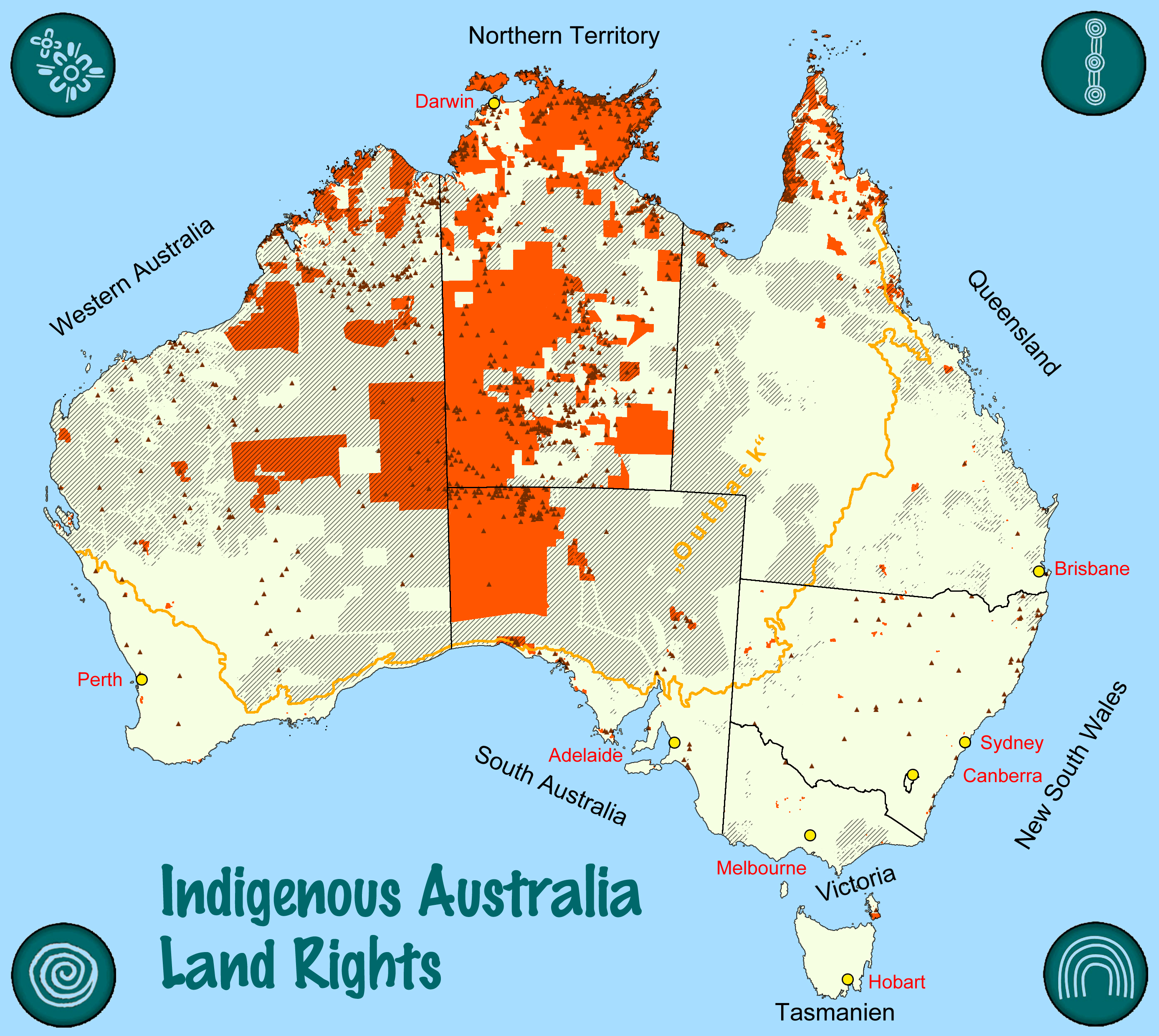
Landeigentum der Aborigines 2022
Land Rights Act-Gebiete//// Besitz- und Nutzungsrechte (Native Titles, mit Überschneidungen)
▲ Lokale Gemeinschaften

Der Aboriginal Land Rights (Northern Territory) Act 1976 – kurz ALRA – war ein vom damaligen Generalgouverneur Australiens, John Robert Kerr, am 16. Dezember 1976 unterzeichnetes Gesetz der australischen Bundesregierung, wodurch den indigenen Aborigines Landrechte im Northern Territory zugesprochen wurden. Es trat am Australia Day, dem 26. Januar 1977 in Kraft. Heute gehört fast die Hälfte der Landfläche des Northern Territory den Aborigines.
In der Folgezeit kam es in allen Bundesstaaten und Territorien zu ähnlichen Gesetzen. 2022 sind wieder über 17 % der gesamten Fläche Australiens Eigentum der Ureinwohner. 99,8 % davon liegen im Outback und sind zum größten Teil wüstenhaft. Den größten Anteil steuert das Northern Territory mit 41 % seiner Fläche und South Australia mit 23 % bei. Fast 30 % der Gebiete liegen im Norden von Western Australia. Weitere bedeutende Flächen finden sich im Norden von Queensland.

## Hintergründe
Ausgangspunkt war die seit den 1960er Jahren bestehende Land- und Bürgerrechtsbewegung der Aborigines. Diese führte erstmals 1961 zur Gewährung des Wahlrechts und 1966 zum Aboriginal Land Trust Act, wodurch Eigentumsrechte auf Land an Aboriginal Land Trusts für 99 Jahre verpachtet werden konnten. Im Februar 1973 wurde eine Kommission unter der Leitung von Richter Woodward durch Premierminister Gough Whitlam von der Labor Party eingerichtet, die die Landrechtsfrage grundsätzlich überdenken sollte. Sein Nachfolger in der Regierung, Malcolm Fraser von der liberal-konservativen Liberal Party, zog dann die Schlussfolgerung, das neue Gesetz zu schaffen.
Der Aboriginal Land Rights Act verlieh den Aborigines  das Eigentumsrecht an ihren angestammten Gebieten, ehemaligen Reservaten und ungenutztem staatlichem Land („Crown Land“). Im Gegensatz zum Rechtsinstrument des Native Title, der den Aborigines bestimmte Besitz- und Landnutzungsrechte gewährt – jedoch in der Regel kein Eigentum verschafft, ist dabei kein Nachweis einer traditionellen Verbindung zum Land erforderlich. Im staatsrechtlichen Sinne dient der Land Rights Act der Entschädigung für die koloniale Enteignung der Ureinwohner und die daraus resultierende anhaltende Benachteiligung. Als rechtmäßige Eigentümer können die lokalen Gemeinschaften der Aborigines das Land nicht nur nutzen, sondern auch verpachten. Zudem können sie Dritten den Zutritt verweigern. Weitergehende Rechte im Sinne einer Territorialautonomie sind damit allerdings nicht verbunden.
Auf Antragstellung der im Rahmen des ALRA eingerichteten Aboriginal Land Councils kann der Regierungsminister des jeweiligen Bundesstaates oder Territoriums ein Aboriginal Land Trust zum Landeigentümer erklären. Das den Trusts übertragene Land wird gemeinschaftlich durch das von Aborigines gewählte Gremium der Land Councils verwaltet. Zu ihren Aufgaben gehört es beispielsweise, mit Bergbauunternehmen über die Vergabe von Schürfrechten zu verhandeln und über den Bau von Straßen zu entscheiden. Die Aboriginal Land Commissioners sind oder waren Richter entweder des Supreme Court oder eines Federal Court, die die Regierung in Landrechtsfragen beraten. Die wichtigste Aufgabe eines Commissioners war, die Ansprüche von Aborigines auf Land entgegenzunehmen und Empfehlungen an die Bundesregierung und die Verwaltung des Northern Territory zu formulieren.
Im Northern Territory gibt es vier Land Councils:
- das Central Land Council im Süden.
- das Northern Land Council im Norden.
- das Tiwi Land Council für die Inselgruppe der Tiwi Islands.
- das Anindilyakawa Land Council für die Inselgruppe Groote Eylandt.

Der Land Rights Act wurde 1987, 1989 und 2006 in Teilen geändert. Danach muss die Entscheidung eines Council zur Suche nach Bodenschätzen in einem bestimmten Gebiet innerhalb einer bestimmten Frist gegeben werden, und bei einer Zustimmung ist damit der folgende Bau, z. B. einer Mine, genehmigt. 1989 wurde dann geregelt, dass Staatsland, welches von Farmern 1976 geleast worden war (Pastoral leases) und somit damals von der Rückgabe ausgeschlossen war, doch noch zurückgegeben werden kann. Die Ausgestaltung unterliegt der Selbstverwaltung des Northern Territory. Eine bedeutende Änderung war im Jahr 2006, dass Grundstücke und Häuser in Städten, die bisher nur einem Land Trust gehören durften, nun für bis zu 99 Jahren einzelnen Personen übertragen werden können und damit handelbar werden. Die Bundesregierung erhoffte sich dadurch mehr private wirtschaftliche Aktivität.
Nach einer höchstrichterlichen Entscheidung des High Court of Australia im Jahr 2008 wurde den Aborigines der Tiwi das Küstenland einschließlich des Landes, das während des Tidenhubes trockenfällt, als Eigentum zugesprochen. Dieses Recht bedeutet für das Northern Territory, das etwa 85 % der Küstenlinie davon betroffen sind.